# MCG+01-02-015
 (octobre 2023).
MCG+01-02-015 est une galaxie spirale barrée située dans la constellation des Poissons. Sa vitesse par rapport au fond diffus cosmologique est de 6 737 ± 31 km/s, ce qui correspond à une distance de Hubble de 99,4 ± 7,0 Mpc (∼324 millions d'al).
À l'origine, on pensait que MCG+01-02-015 était une galaxie elliptique (E2) ou lenticulaire (S0-a). Mais les observations du télescope spatial Hubble ont révélé qu'il s'agissait en réalité d'une galaxie spirale barrée.
MCG+01-02-015 est une galaxie du vide (en), c'est-à-dire une galaxie située dans un vide intergalactique où la matière est moins concentrée et où donc les galaxies sont relativement rares.

## Une galaxie isolée
MCG+01-02-015 est à ce jour la galaxie la plus isolée que l'on connaisse. On ne trouve en effet aucune autre galaxie dans un rayon d'environ 100 millions d'années-lumière autour de MCG+01-02-015, et ce dans toutes les directions.
Si la Voie lactée, notre galaxie, était située à la place de MCG+01-02-015, nous n’aurions pu connaître l’existence d’autres galaxies avant le développement de télescopes et de détecteurs puissants dans les années 1960.